# Callionymus africanus
Callionymus africanus är en fiskart som först beskrevs av Kotthaus, 1977.  Callionymus africanus ingår i släktet Callionymus och familjen sjökocksfiskar. Inga underarter finns listade.